# Sachar Grigorjewitsch Tschernyschow (Generalfeldmarschall)

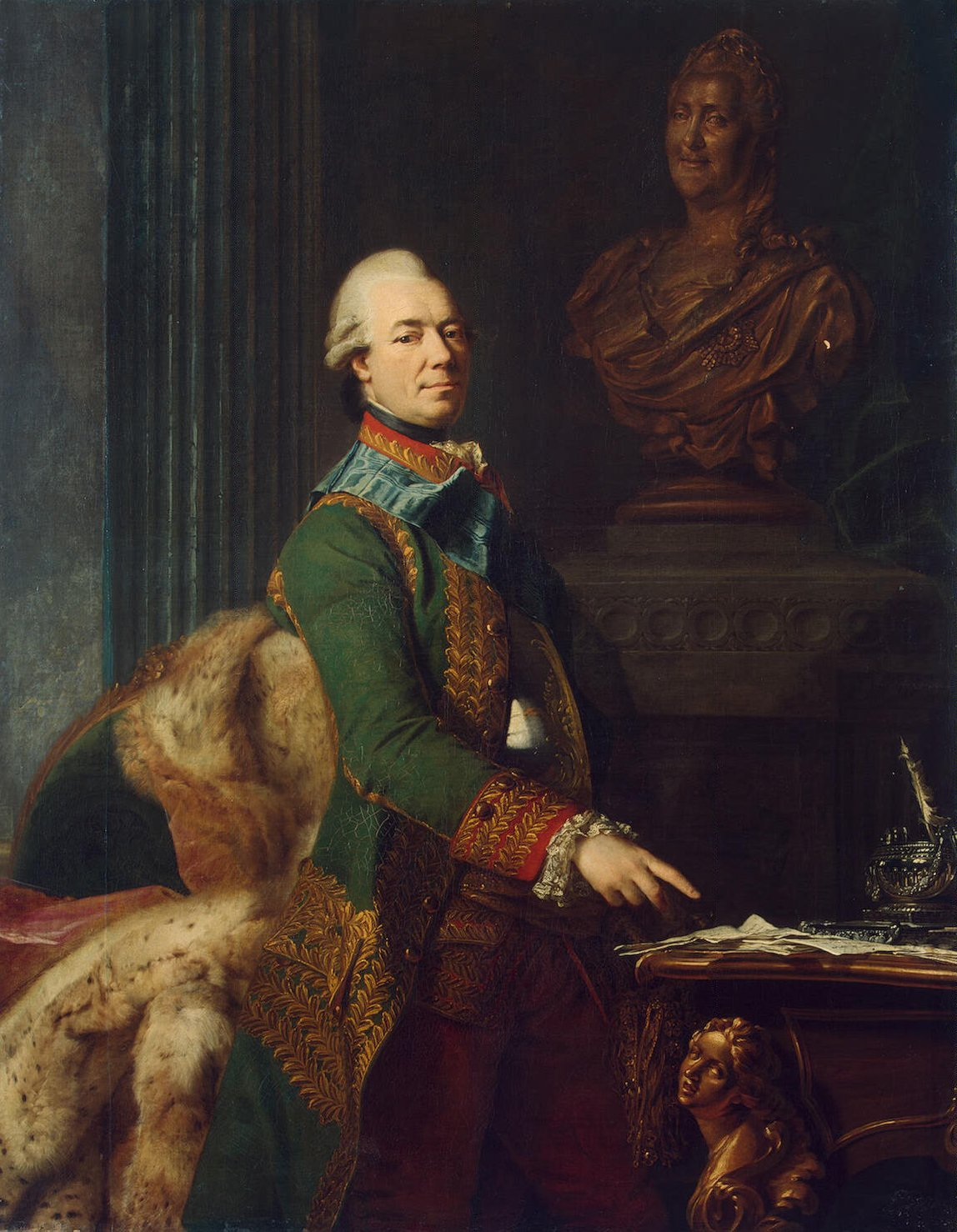
Tschernyschow als Kriegsminister und Generalfeldmarschall, unter der Büste Zarin Katharina II., 1776

Graf Sachar Grigorjewitsch Tschernyschow (russisch Захар Григорьевич Чернышёв; wissenschaftliche Transliteration Zachar Grigor'evič Černyšëv,* 7. Märzjul. / 18. März 1722greg.; † 18. Augustjul. / 29. August 1784greg.) war ein russischer Generalfeldmarschall, Kriegsminister (1763–1774) und  Gouverneur des Moskauer Verwaltungsbezirks. Während des  Siebenjährigen Krieges war er an der viertägigen Besetzung Berlins 1760 durch russische und österreichische Truppen beteiligt.

## Leben

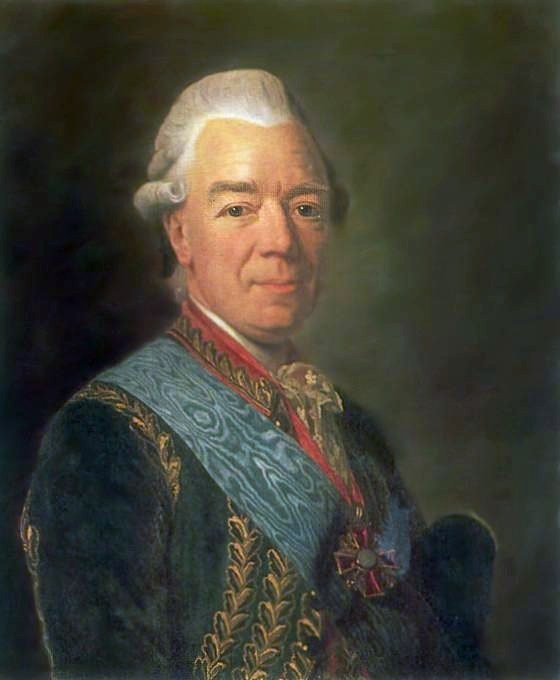
Tschernyschow mit dem Ordensband des Orden des Weißen Adlers und dem Ordenskreuz des Ordens des Heiligen Wladimir, um 1782

Sachar (russ. Variante von Zacharias) war ein Sohn des russischen Generals Grigori Petrowitsch Tschernyschow (* 1672; † 1745), seit 1742 erster Graf Tschernyschow. Sachars älterer Bruder Pjotr Grigorjewitsch Tschernyschow (* 1712; † 1773) machte Karriere als Diplomat, der jüngere Bruder Iwan Grigorjewitsch Tschernyschow (* 1726; † 1797) wurde Generalfeldmarschall, Generaladmiral und Staatsmann.
Tschernyschow trat 1735 in die Armee ein und machte rasch Karriere: 1741 war er bereits Hauptmann, 1744 Oberst und Kammerjunker, 1750 Generalmajor. Gleichzeitig übernahm er Funktionen am russischen Hof und reiste in diplomatischer Mission nach Wien.
Im Siebenjährigen Krieg, avancierte er 1758 zum Generalleutnant. Als Kommandeur eines 20.000 Mann starken Armeekorps war Tschernyschow 1760 an der von Generalmajor  Tottleben initiierten Besetzung Berlins unterstützend beteiligt, erhielt aber als der ranghöhere Offizier die eigentlich Tottleben zustehende Belobigung durch die Zarin. Nach der Thronbesteigung Peters III. und dem von dem neuen Herrscher vollzogenen Bündniswechsel (Sonderfrieden mit Preußen) musste Tschernyschow im Mai 1762 seine Truppen Friedrich zur Verfügung stellen. Wenige Wochen später vollzog Russland abermals einen Kurswechsel: Am 9. Juli 1762 wurde Peter III. abgesetzt und acht Tage später ermordet, seine Nachfolgerin  Katharina die Große wollte aus dem Krieg ganz ausscheiden. Darum erreichte Tschernyschow am 19. Juli der kaiserliche Befehl, das ihm unterstellte Kontingent abzuziehen. Er verzögerte den Abmarsch, wie von Friedrich gewünscht, um drei Tage. So mussten in der folgenden Schlacht bei Burkersdorf am 21. Juli 1762 die Österreicher ein Eingreifen der am Rand des Schlachtfelds „Gewehr bei Fuß“ stehenden russischen Kräfte befürchten und erlitten eine Niederlage. Von Historikern umstritten ist, ob persönliche Bewunderung für den Preußenkönig den Ausschlag für Tschernyschows Verhalten gab, Unfähigkeit oder der zu erwartende Dank Friedrichs. Beim Abschiedsbesuch schenkte er Tschernyschow einen goldenen, mit Diamanten besetzten Degen und 15.000 Dukaten in bar.
Seit 1762 General en chef, stieg Tschernyschow 1763 zum Vize-Präsidenten des Kriegsrates (Vize-Kriegsminister) auf. 1773 wurde er Kriegsratspräsident (Kriegsminister) und Generalfeldmarschall. Aufgrund von Kompetenzstreitigkeiten mit Fürst  Potjomkin verlor er das Präsidium im Jahr 1774. Stattdessen beauftragte ihn die Zarin mit der Verwaltung Weißrusslands bzw. der in der  Ersten Polnischen Teilung (1772) annektierten Gebiete, die er zwischen 1778 und 1782 wahrnahm. Von 1782 bis zu seinem Tod 1784 amtierte Tschernyschow als Gouverneur des Moskauer Verwaltungsbezirks.

## Familie

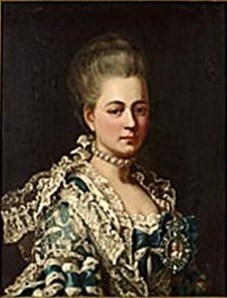
Anna Rodionowna Gräfin Tschernyschowa, geb. Baroness Wedel (Roslin, 1776)

Tschernyschow hatte sich 1766 mit Anna Baroness Wedel (1744–1830), einer Tochter von Rüdiger von Wedel, vermählt. Aus der Ehe sind keine Kinder hervorgegangen.

## Auszeichnungen
- 1758: Alexander-Newski-Orden
- 1761:  Orden des Weißen Adlers
- 1762: Orden des Heiligen Andreas des Erstberufenen|
- 1762: Schwarzer Adlerorden
- 1782: Orden des Heiligen Wladimir